# Blazing Combat
Blazing Combat (série publicada no Brasil como "Combate Inglório") foi uma revista de histórias de guerra em quadrinhos estadunidense publicada pela Warren Publishing entre 1965 e 1966. Escrita e editada por Archie Goodwin, com arte de notáveis quadrinistas como Gene Colan, Frank Frazetta, John Severin, Alex Toth e Wally Wood, trazia histórias tanto contemporâneas como do passado ou futuro, caracterizadas pelo humanismo e pela abordagem do custo pessoal sofrido com as guerras, ao invés das tradicionais aventuras heroicas dos homens em luta.

## História da publicação
Seguindo o sucesso da revistas de horror em preto e branco Creepy lançada em 1964, o editor da  Warren Publishing James Warren resolveu expandir a linha de histórias em quadrinhos incluindo aventuras de guerra com o lançamento no ano seguinte da revista de curta duração Blazing Combat. Editada em preto e branco com 64 páginas e publicada trimestralmente, Blazing Combat teve quatro números, com datas de capa de outubro de 1965 a julho de 1966 e, assim como Creepy, custava 35 centavos de dólar conforme preço na capa.
Warren inspirou-se no drama humanista explorado em títulos da EC Comics do editor Harvey Kurtzman tais como Frontline Combat (1951-1954) e Two-Fisted Tales (1950-1955). Em 1999, ele afirmou (tradução livre): "Eu achava que Harvey devesse ter feito Bill Gaines separar de algum jeito dos quadrinhos de terror da EC. O trabalho pioneiro de Harvey foi a inspiração para Blazing Combat. Eu falei em editorial que Blazing Combat não era pra ser "pró-guerra" ou com sangue e tripas. Seria anti-guerra....".
Kurtzman, na época editor da revista satírica da Warren Help!, serviu como consultor da nova revista que deveria ser editada pelo amigo de Warren Archie Goodwin.
Goodwin escreveu todas as 29 histórias da série, sendo que em duas ele dividiu os créditos com os respectivos desenhistas. Em geral com seis ou oito páginas, eram ilustradas por desenhistas veteranos dos quadrinhos de guerra da EC: John Severin, Wally Wood — dois dos primeiros colaboradores de Frontline Combat — George Evans, Russ Heath e Alex Toth, bem como os artistas de horror/ficção científica Reed Crandall e Joe Orlando. Outros desenhistas foram Gene Colan, Al Williamson, Gray Morrow e Angelo Torres. Todas as capas foram pinturas de Frank Frazetta.
Enquanto a maioria das histórias eram sobre a Segunda Guerra Mundial, haviam também contos desde as Gerras Persas até a atualidade. Alguns traziam figuras históricas como o general traidor Benedict Arnold da Guerra da Independência e sua vitória na Batalha de Saratoga (revista número 2, Janeiro de 1966), enquanto "Foragers" (revista #3, abril de 1966) era centrada num soldado fictício do General William T. Sherman em sua marcha devastadora até o mar na Guerra Civil Americana. "Holding Action" (revista número 2), passada no último dia da Guerra da Coreia, sobre um jovem soldado instável, recusando-se a parar de lutar, sendo escoltado sob protestos para um veículo médico. O último quadrinho deixa incerto se o trauma será temporário ou definitivo.
As histórias mais controversas eram as da contemporânea Guerra do Vietnã, particularmente "Landscape" (revista número 2), que acompanha os pensamentos de um camponês agricultor de arroz vietnamita sem ideologia, que no entanto se torna uma vítima civil. Warren disse que essa história levou a que importantes distribuidores deixassem de vender o título.

### Controvérsia de "Landscape"
A primeira revista Blazing Combat apareceu em meados de 1965, antes do período de maior rejeição da Guerra do Vietnã pelo público norte-americano. O editor James Warren disse que, desde o início, os distribuidores o avisaram que a postura anti-guerra da revista seria um obstáculo para as vendas. Como Warren relembrou em entrevista de 1999: "Aqui está o meu distribuidor dizendo: 'Uh oh! Espere até nossos atacadistas — muito deles participantes da Legião Americana — virem isto!' Eles descobriram muito rápido que era oposição a guerra".
Warren disse que a segunda história sobre o Vietnã, "Landscape", escrita por Goodwin e desenhada por Orlando, consolidou a posição dos atacadistas contra a revista. Como o historiador das histórias em quadrinhos Richard Arndt descreve:
Citação: A história é sobre um fazendeiro idoso vietnamita que entende finalmente a verdadeira economia da guerra. ... De acordo com Warren, a Legião Americana começou uma rápida campanha entre os distribuidores, muito dos quais pertencentes à organização, para que deixassem as revistas nas prateleiras ao invés de serem enviadas para a venda ao público. Existiam também problemas com as forças armadas (na época um grande cliente dos quadrinhos de guerra) ... que se recusou a vender Blazing Combat em seus quarteis e bases, dada a postura anti-belicista".
Warren disse em 1999 que
Citação: ...a recusa do exército em transportar Blazing Combat não a matou. Não foi a sentença de morte mas me contaram que a revista nunca chegaria às bancas de jornais. Eu estava preparado para arcar prejuízos com o transporte de Blazing Combat em até 2 dólares por revista. ... O prejuízo chegou até 4 dólares. Uma das razões das perdas era que o exercito não levou a número 4 (esse transporte era uma estratégia chave em nossos negócios) e os atacadistas devolviam os pacotes fechados, juntamente com cartas desagradáveis endereçadas a mim. Foi o início para começarem a refletir sobre outras revistas. Com efeito, eles disseram: 'Se a Warren Publishing está a se transformar nesse lixo antipatriótico, nos não vamos mais aceitar qualquer de suas revistas!' ... A documentação oficial do exercito registrou zero compras de Blazing Combat para os meses seguintes.
Em entrevista de 1991, Warren especulou outras razões para os problemas com a distribuição do título:
Citação: Quando a primeira revista de uma pequena editora saiu...os atacadistas não prestaram muita atenção. Eles não sabiam que diabos Blazing Combat era. Eles não tinham com que se preocupar ... Não iriam contar-me a verdade [sobre porque as vendas caíram no segundo número]. Nosso distribuidor nacional não estava preocupado o suficiente para mergulhar nisso. As pessoas responsáveis não tinham coragem de me escreverem, ou telefonarem, ou me dizer na cara nas convenções que participei —as convenções dos distribuidores ou o que fosse....

## Avaliação
O crítico Jason Sacks, em sua resenha do livro The Warren Companion, refere-se a Blazing Combat como a  "mais sofisticada história em quadrinhos de guerra desde os dias da EC"  enquanto o historiador Richard Arndt cita Blazing Combat como "Provavelmente os melhores quadrinhos de guerra que foram publicados". O autor e crítico Steve Stiles, numa visão geral da carreira de Archie Goodwin, afirmou: "As histórias eram sinistras e realistas ... mostrando o verdadeiro horror da guerra" 

## No Brasil
Entre 1967 e 1968, as histórias da revista seriam publicadas no Brasil durante a Ditadura militar, mas acabaram sendo vetadas. Como complemento seriam publicadas aventuras de autores locais como Rodolfo Zalla e Eugênio Colonnese. As histórias só seriam publicadas em 2011 na edição encadernada da Gal Editora.

## Republicações
- Blazing Combat (Warren Publishing, 1978) ISBN 84-85138-26-0

Edição encadernada republicando 17 histórias em preto e branco e todas as quatro capas coloridas
- Capa de Creepy #89 (junho de 1977)

Capa de Blazing Combat #1 (essa revista de antologia de horror inclui histórias de guerra)
- Creepy #139 (julho de 1982)

"Survival" (Blazing Combat #3): arte de Alex Toth
- Creepy #142 (outubro de 1982)

"Night Drop!" (Blazing Combat #4): arte de Angelo Torres
"Kasserine Pass"  (Blazing Combat #2): Arte de Angelo Torres & Al Williamson
- Blazing Combat (Fantagraphics Books, 2009) ISBN 1-56097-965-8

Republicação em capa dura de todas as quatro revistas

## Leituras
- Scott, Cord (2014). Comics and Conflict: Patriotism and Propaganda from WWII through Operation Iraqi Freedom. [S.l.]: Naval Institute Press. ISBN 9781612514772